# Kościół św. Małgorzaty w Świeciechowie
Kościół św. Małgorzaty w Świeciechowie – rzymskokatolicki kościół parafialny zlokalizowany we wsi Świeciechów Poduchowny na terenie województwa lubelskiego (powiat kraśnicki). Funkcjonuje przy nim parafia św. Małgorzaty.

## Historia

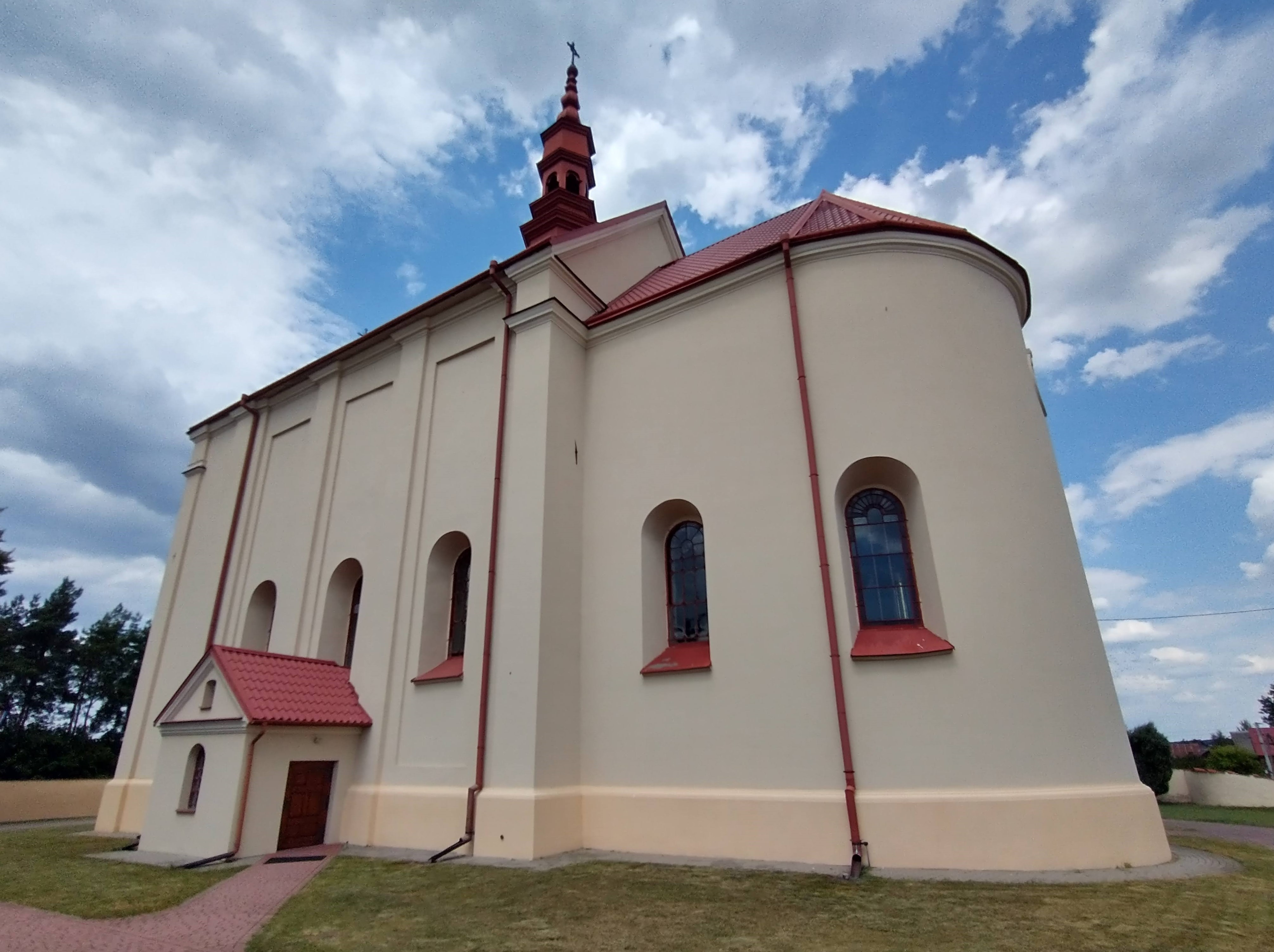
Widok od prezbiterium

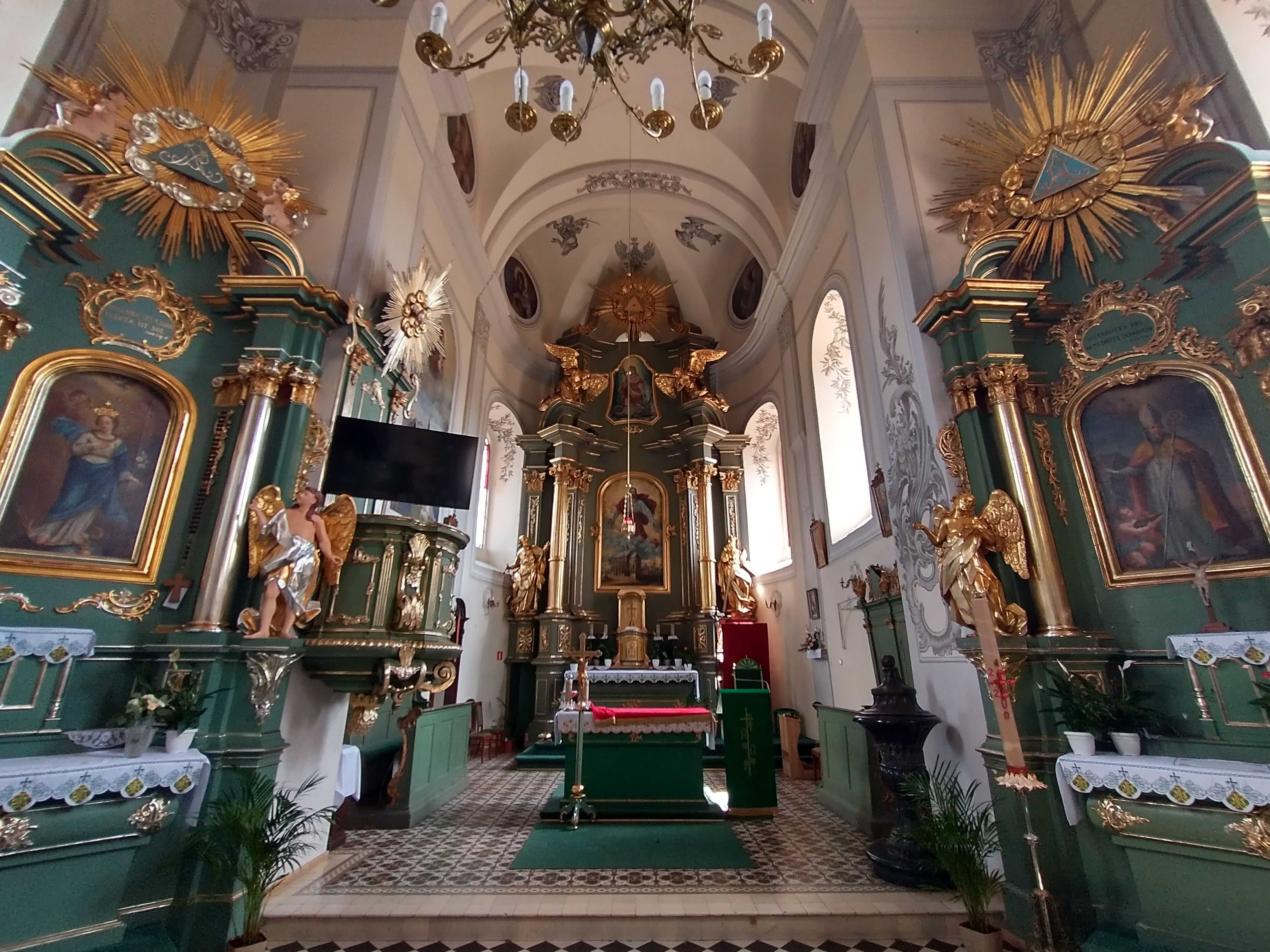
Prezbiterium i ołtarze

Parafia we wsi jest jedną z najstarszych w archidiecezji lubelskiej i powstała w 1223. W 1221 miejscowość została przypisana dekretem księcia Leszka Białego klasztorowi sulejowskiemu. Po 1400 istniał tu dwór biskupa krakowskiego. W skład świeciechowskiej parafii wchodziło miasto Annopol.
O drewnianym kościele św. Mikołaja  i św. Małgorzaty wspominał Jan Długosz w 1223. Był to czas intensywnego rozwoju chrześcijaństwa na tych terenach, a kościół szybko stał się ważnym ośrodkiem religijnym dla okolicznych mieszkańców. Spłonął w 1764, ale jeszcze tego samego roku odbudowano go z fundacji biskupa Kajetana Ignacego Sołtyka jako murowany, który dotrwał do czasów obecnych. Został on odrestaurowany w 1898, ale potem został zniszczony w trakcie II wojny światowej (1944-1945). Odbudowano go w latach 1946-1947.
Ceglany i otynkowany obiekt wraz z zespołem zabudowań (m.in. kostnica i dzwonnica) stoi w południowej części wsi. Reprezentuje styl barokowy. Jest jednonawowy (nawa czteroprzęsłowa), orientowany i otoczony murem. Kryją go sklepienia kolebkowe z lunetami na gurtach (w zakrystii krzyżowe). Więźba dachowa wykonana jest z belek sosnowych, krokwiowo-płatwiowa ze stolcami, dach jest dwuspadowy, kryty blachą, z ażurową sygnaturką (nad zakrystią pulpitowy). Dwuprzęsłowe prezbiterium jest węższe od nawy i zamknięte półkoliście, a kruchta ma rzut zbliżony do kwadratu. Fasada główna jest trójosiowa, dwukondygnacyjna i zwieńczona trójkątnym szczytem, urozmaicona podziałami z użyciem pilastrów i okulusami. W strefie fryzu umieszczono prostokątne płyciny. Elewacja południowa zwieńczona została trójkątnym szczytem obramionym gzymsem.
Prezbiterium oddzielone jest od nawy półkolistym łukiem tęczowym z archiwoltą w profilowanej opasce. Na ścianie południowej znajduje się malowidło "Matka Boska Częstochowska na tle świeciechowskiego kościoła". Do zakrystii przylega skarbczyk, a pod nawą położona jest krypta. Polichromia została wykonana w 1909 (M. Budzyński, J. Zehner, P. Policiński, W. Barwicki). W 1953 została ona odrestaurowana (A. Tańska, J. Stańda).

## Galeria

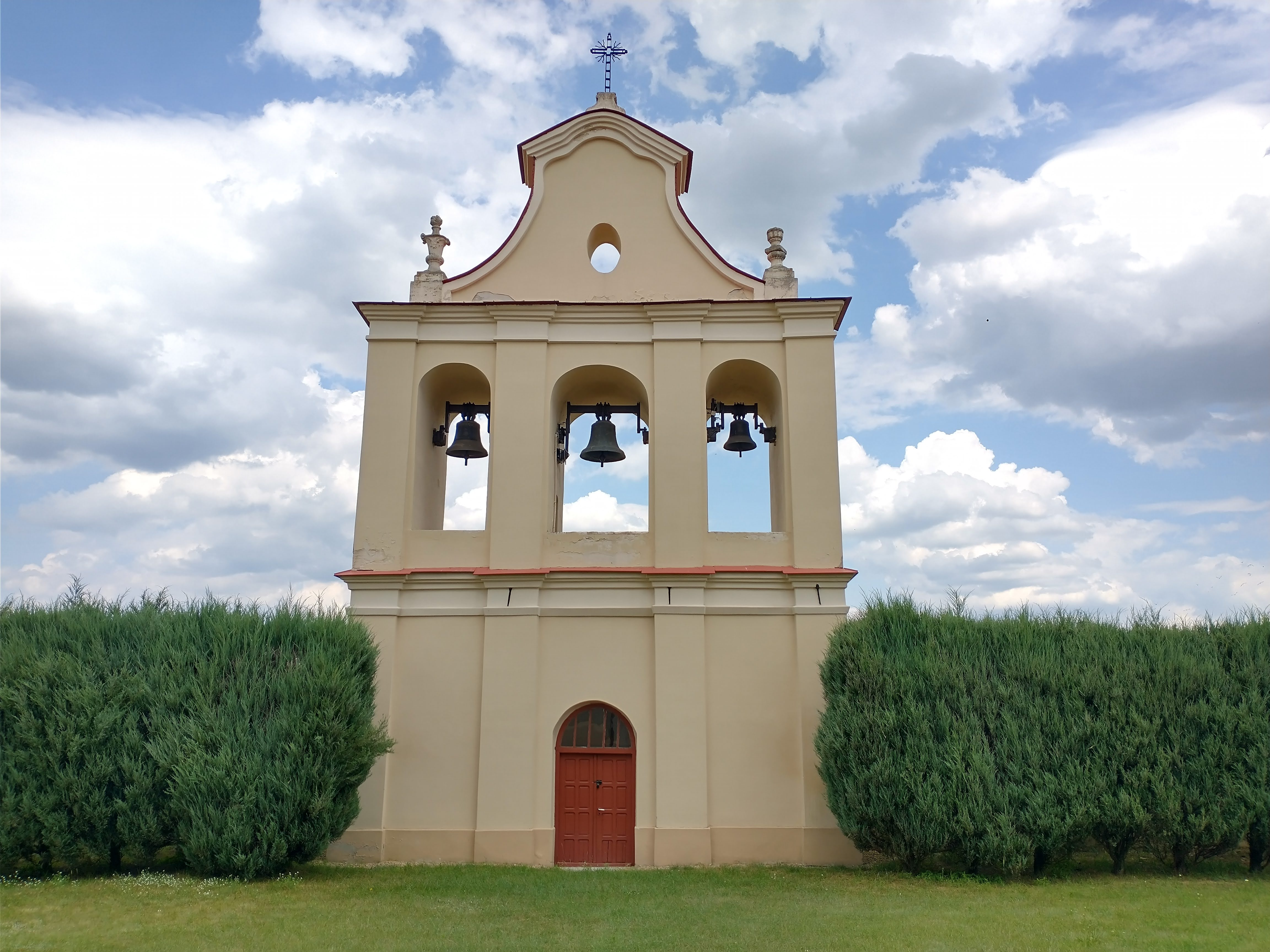
Dzwonnica
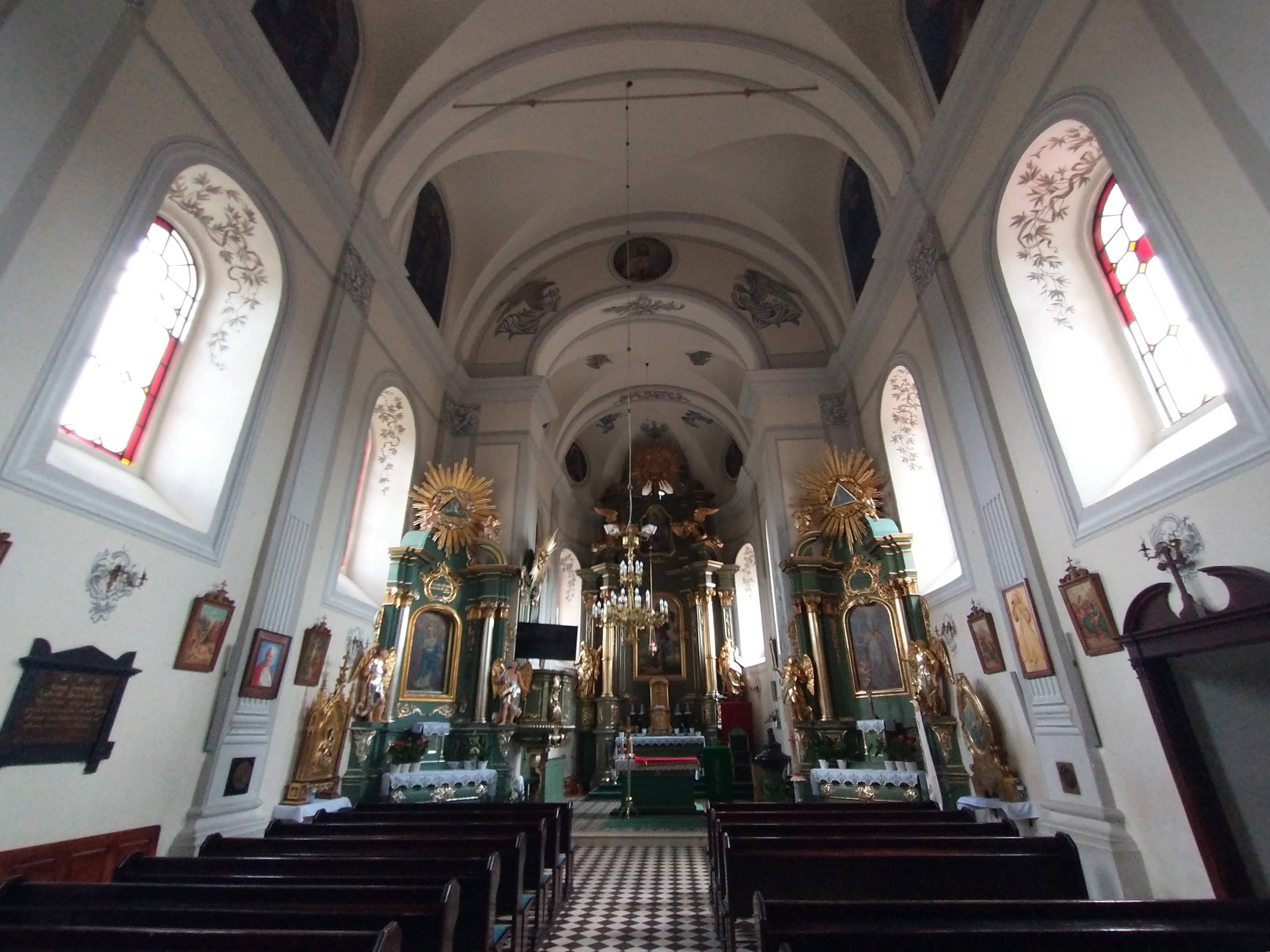
Wnętrze
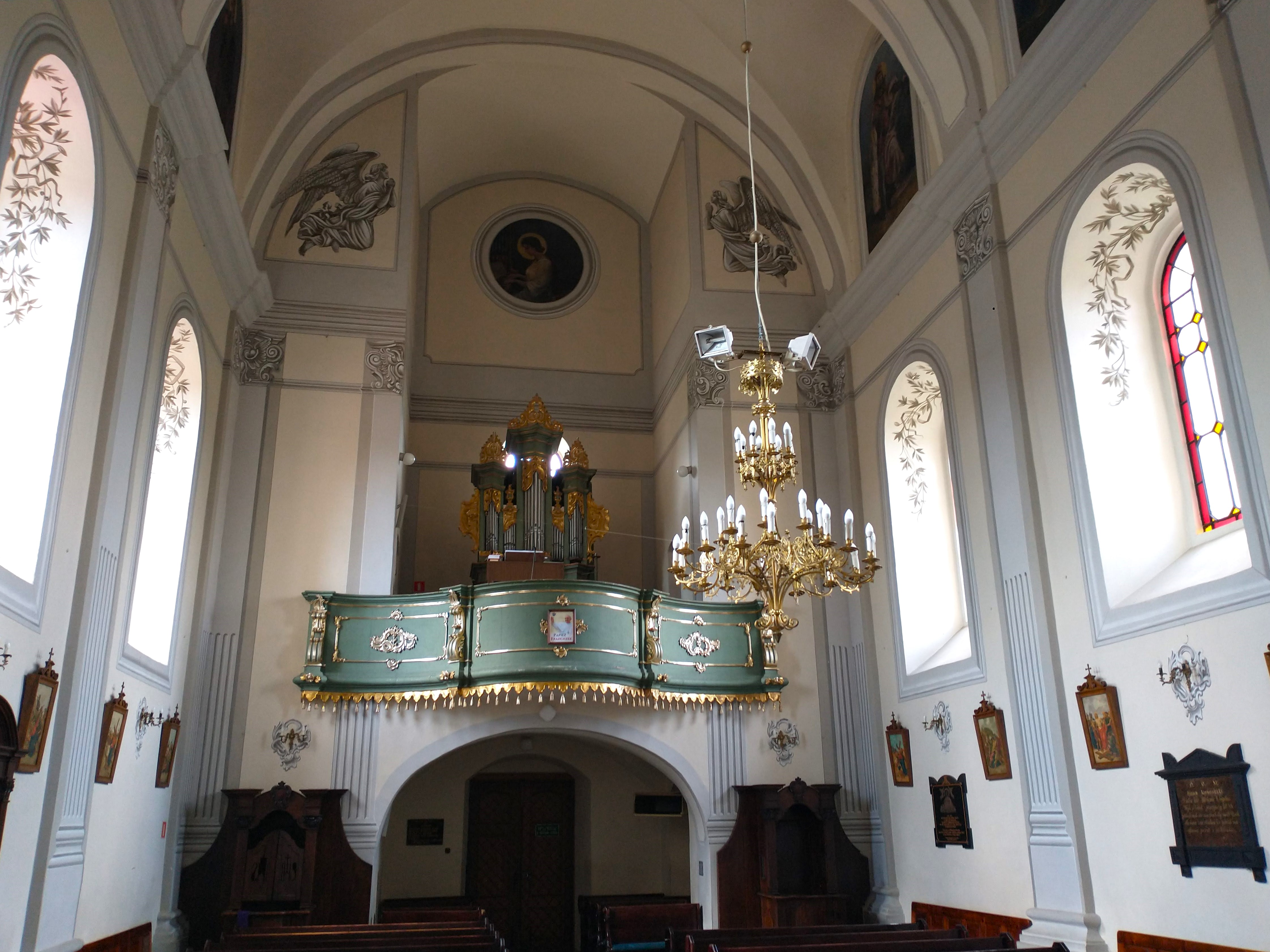
Chór organowy